# ScummVM
ScummVM – interpretator umożliwiający uruchomienie na współczesnych systemach gier typu wskaż i kliknij. Początkowo zaprojektowany, aby obsługiwać gry firmy LucasArts korzystające z silnika SCUMM (VM w nazwie programu oznacza maszynę wirtualną), teraz obsługuje także produkty innych przedsiębiorstw, takich jak Sierra Entertainment, Revolution Software i Adventure Soft. ScummVM jest wolnym oprogramowaniem, wydanym na licencji GPL.

## Porty
Głównym celem projektu jest stworzenie portów na jak największą liczbę systemów. ScummVM można aktualnie uruchomić na systemach Windows, MacOS, Linux, BSD, a także na mniej popularnych platformach jak Android, PSP, AmigaOS, Atari ST/TOS-FreeMiNT, BeOS/Haiku/ZETA, MorphOS Nintendo DS i OS/2.
Istnieją również wersje na konsole (Sony Playstation 2, Dreamcast, Wii, Gamecube, Xbox) oraz na urządzenia przenośnie (np. systemy PalmOS, Symbian).

## Obsługiwane gry
Następujące gry mają wbudowane wsparcie w obecnym wydaniu ScummVM.

### Gry firmy LucasArts SCUMM
- The Curse of Monkey Island
- Day of the Tentacle
- The Dig
- Full Throttle
- Indiana Jones and the Fate of Atlantis
- Indiana Jones and the Last Crusade: The Graphic Adventure

- Loom
- Maniac Mansion
- Monkey Island 2: LeChuck’s Revenge
- Sam & Max Hit the Road
- The Secret of Monkey Island
- Zak McKracken and the Alien Mindbenders

### Gry Sierra On-Line
- The Black Cauldron
- Gabriel Knight: Sins of the Fathers
- Gold Rush!
- King’s Quest: Quest for the Crown
- King’s Quest II: Romancing the Throne
- King’s Quest III: To Heir Is Human
- King’s Quest IV: The Perils of Rosella
- King’s Quest V: Absence Makes the Heart Go Yonder!
- Larry 1: W krainie próżności
- Larry 2: W poszukiwaniu miłości
- Larry 3: Pasjonująca Patti w poszukiwaniu pulsujących piersi
- Larry 5: Fala miłości

- Manhunter: New York (Evryware)
- Manhunter 2: San Francisco (Evryware)
- Mickey’s Space Adventure
- Mixed-Up Mother Goose
- Mystery House
- Phantasmagoria
- Police Quest: In Pursuit of the Death Angel
- Space Quest: The Sarien Encounter
- Space Quest II: Vohaul's Revenge
- The Colonel’s Bequest
- The Dagger of Amon Ra
- Troll’s Tale
- Winnie the Pooh and the Hundred Acre Wood

### Gry innych producentów
- Bargon Attack
- Beneath a Steel Sky
- Broken Sword: The Shadow of the Templars
- Broken Sword II: The Smoking Mirror
- Bud Tucker in Double Trouble
- Crusader: No Remorse
- Drascula: The Vampire Strikes Back
- Elvira (gra komputerowa)
- Elvira 2
- Flight of the Amazon Queen
- Future Wars
- Gobliiins
- Gobliins 2: The Prince Buffoon
- Goblins Quest 3
- Hopkins FBI
- I Have No Mouth, and I Must Scream
- Inherit the Earth: Quest for the Orb
- Lost in Time

- Little Big Adventure
- Lure of the Temptress
- Myst
- Nippon Safes, Inc.
- Riven
- Simon the Sorcerer
- Simon the Sorcerer II: The Lion, the Wizard and the Wardrobe
- Simon the Sorcerer’s Puzzle Pack
- Teenagent
- The 7th Guest
- The Feeble Files
- The Legend of Kyrandia
- The Neverhood
- Toonstruck
- Touché: The Adventures of the Fifth Musketeer
- Waxworks (Elvira 3)
- Ween: The Prophecy
- Woodruff and the Schnibble of Azimuth